# خوسيه مانويل غونزاليس
خوسيه مانويل غونزاليس (بالإسبانية: José Manuel González Santamaría)‏ هو منافس ألعاب قوى إسباني، ولد في 19 سبتمبر 1970 في خيخون في إسبانيا.